# Gottlieb Weidig
Gottlieb Eberhard Ludwig Karl Weidig (* 20. Februar 1793 in Cleeberg; † 18. Juni 1875 in Homberg (Ohm)) war ein hessischer Förster und Abgeordneter der 2. Kammer der Landstände des Großherzogtums Hessen.
Gottlieb Weidig war der Sohn des Oberförsters Ludwig Christian Weidig (1765–1835) und dessen Ehefrau Wilhelmine Christine geborene Liebknecht (1766–1831). Sein Bruder, Alexander Friedrich Ludwig Weidig (1791–1837) wurde Rektor und Pfarrer. Sein anderer Bruder, Wilhelm Elias Carl Weidig (1798–1873) wurde Landrichter in Altenschlirf und ebenfalls Mitglied des Landtags. 
Gottlieb Weidig, der evangelischer Konfession war, heiratete 1831 Caroline Friederike Eleonore, geborene Castendyck (* 21. September 1803 in Hungen; † 21. März 1884 in Homberg (Ohm)), die Tochter des fürstlich solms-braunfelsischen Rentamtmanns zu Werdorf, Christian Friedrich Carl Castendyk und der Louise Regine geborene Hofmann.
Gottlieb Weidig war Revierförster in verschiedenen Forstämtern. Zunächst in Groß-Buseck, ab 1824 in Waldmichelbach, ab 1833 in Koberstadt und ab 1835 in Homberg (Ohm). 1853 wurde er pensioniert.
1849 bis 1856 gehörte er der Zweiten Kammer der Landstände des Großherzogtums Hessen an. Er wurde für den Wahlbezirk Oberhessen 5/Homberg gewählt.